# Bank of America Center (Baltimore)
O Bank of America Center é um edifício de 18 andares e 70.65 m de altura, localizado em Baltimore, Maryland.